# Konings (stokerij)
Konings is een bedrijf opgericht in 1946 in Zonhoven oorspronkelijk als stokerij. De stokerij had zich gepositioneerd als een belangrijke speler in de distilleerindustrie, met specifieke overnames, waaronder die van stokerij Smeets. Vanaf 2007 concentreert het bedrijf zich op de productie en verpakking van fruitsappen.

## Geschiedenis[3]

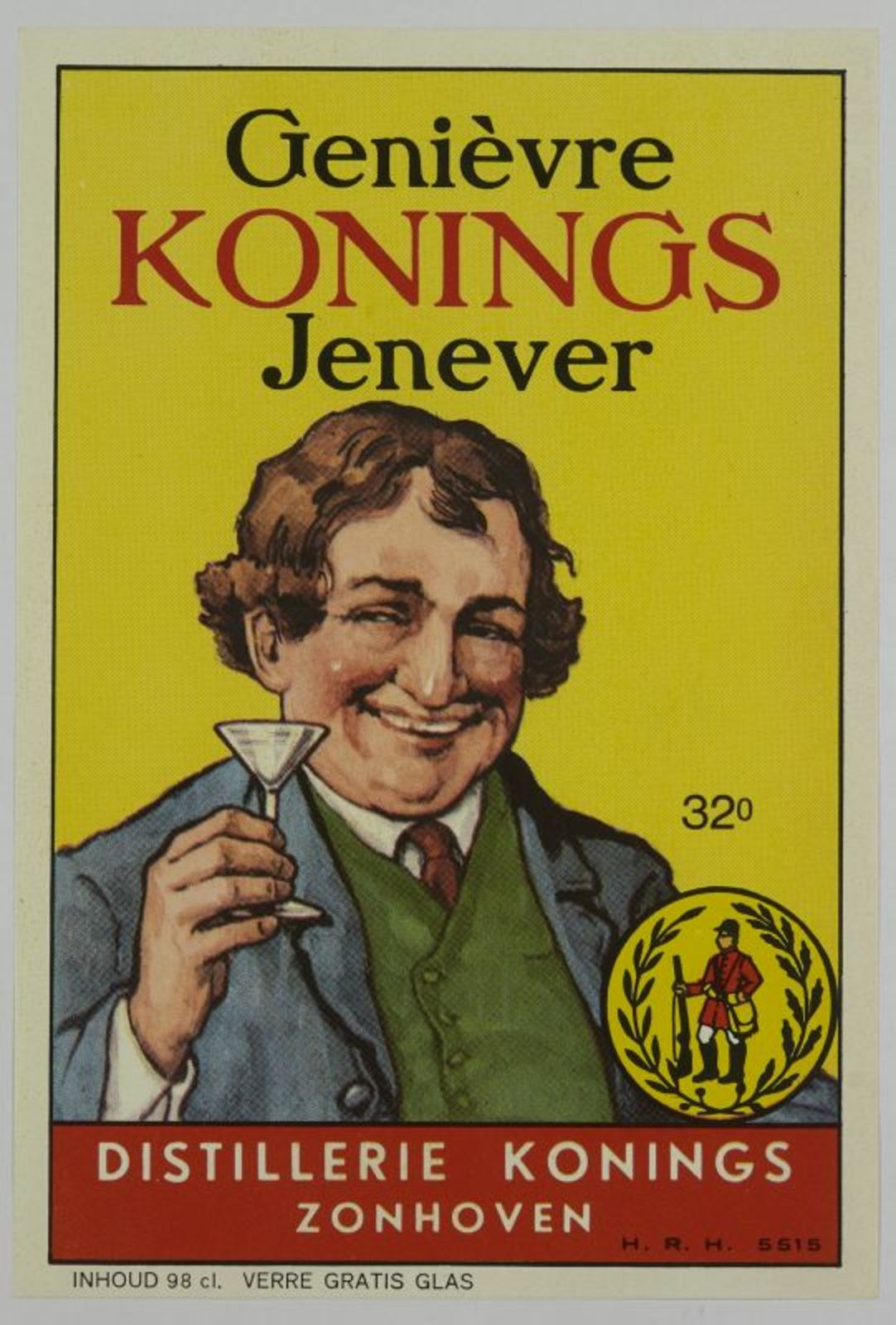
Buiketiket 'Genièvre Konings Jenever' van stokerij Konings, Zonhoven, 1965

In 1945 werd stokerij 't Jagerke opgericht in een oude garage door Michel Konings. In de nadagen van de oorlog was de voornaamste klant het hoofdkwartier van maarschalk Montgomery, dat in Zonhoven was gevestigd. Het telefoonnummer was 15 H.R. Hasselt 5515.  
Het jaar 1947 markeerde een belangrijk moment, aangezien de eerste werknemer in dienst trad. Vanaf 1957 onderging de stokerij een transformatie van een eenmanszaak naar een pvba.
In 1960 evolueerde de pvba naar een NV, waarbij de activiteiten werden uitgebreid met ciders en mousserende wijn. De overname van stokerij Nelissen in Hasselt vond plaats in 1983, gevolgd door de overname van Trudo Fruitsappen in 1987 waardoor de productie van fruitsappen begon. Zowel zuivelbedrijf Lilac (1995) als ook stokerij Smeets in Hasselt (2001) werden door Konings overgenomen.
De overname van Stokerij Smeets in Hasselt markeerde een toevoeging van het merk aan het productengamma. Met een nieuwe reclame-en imagocampagne voor het merk Smeets wilde Konings in 2002 het positioneren als een kwaliteitsvol product waar de klant een eerlijke prijs voor betaalt.

### Holding
Uiteindelijk verkocht familie Konings in 2007 stokerij Konings NV aan 5 managers die gesteund werden door een privépartner: 
- Jos Rutten: voormalig operationeel directeur en vanaf de verkoop verantwoordelijk voor aankoop en verkoop.
- Dirk Maris: oorspronkelijk van ING-België met als nieuwe functie verantwoordelijke voor het financiële en commerciële. Na een inloopperiode werd hij algemeen directeur.
- Jef Moors: hoofdleverancier (Moors Fruit uit Riemst) en na verkoop verantwoordelijk voor aankoop en deels verkoop.
- Luc Nulens: operationeel verantwoordelijke van de afvulafdeling.
- Peter Lynen: productieverantwoordelijke voor de fruitverdeling.

De vijf richtten met 90% van de aandelen van Konings NV een nieuwe holding, genaamd New-Kon, op. De overige 10% lag in de handen van de privépartner.
In 2011 werd het jenevermerk Smeets verkocht aan Bruggeman in Gent, terwijl Konings op zijn beurt Looza overnam. Vanaf dat moment concentreerde het bedrijf zich vooral op het produceren en het verpakken van fruitsappen.

### Internationaal
De volgende jaren van Konings NV werden jaren van uitbreiding in verschillende Europese landen, waaronder:   
- Nederland, Breda: Acquisitie van een vruchtensapfabriek (2015)
- Verenigd Koninkrijk, Boxford: Acquisitie van een vruchtensapfabriek (2016)[9]
- Frankrijk, Beaucaire: Acquisitie van een distilleerderij (2018)